# 侯樹銜
侯樹銜，字翰冰。甘肅隴西縣人，清朝政治人物。進士出身。

## 生平
曾主講蘭山書院。道光二十四年（1844年）甲辰恩科舉人，二十七年（1847年）中式丁未科張之萬榜二甲第九十三名，與名臣徐樹銘、李鴻章、沈葆楨等同榜，賜進士出身。即用四川知縣。歷知興文、威遠、銅梁等縣，後返回故里時，隴西失陷，在天水病卒。有《可艤亭詩文集》一卷。